# 김석원 (기업인)
김석원(金錫元, 1945년 4월 22일~2023년 8월 26일)은 대한민국의 기업인, 정치인이다. 본관은 김해로 쌍용그룹 제2·4대 회장과 제15대 국회의원을 지냈다.

## 생애
달성군에서 쌍용그룹을 창업한 성곡 김성곤과 김미희의 3남 3녀 중 장남으로 태어났다. 서울고등학교를 졸업하고 미국 프랭클린 피어스 대학교를 졸업하였다.
1975년 2월 25일 아버지 김성곤이 갑작스레 사망하자 만 29세의 나이로 쌍용그룹 회장이 되었다. 1986년에는 동아자동차를 인수하여 쌍용자동차를 설립했다. 1996년 대한민국 제15대 국회의원 선거에서 신한국당 대구 달성군 후보로 당선되었으나 이듬해인 1997년 IMF 외환위기로 쌍용그룹이 해체되자 1998년 2월 17일에 쌍용양회공업 회장으로 복귀하기 위하여 국회의원직을 사퇴하였다.
2023년 8월 26일 노환으로 인해 78세의 나이로 사망했다.

## 가족
2번 결혼하여 김지용, 김지명, 김지태, 김설리, 김문영, 김지수 등 3남 3녀의 자녀가 있다.

## 역대 선거 결과
| 실시년도 | 선거   | 대수 | 직책     | 선거구      | 정당     | 득표수    | 득표율          | 순위 | 당락 | 비고 |
| -------- | ------ | ---- | -------- | ----------- | -------- | --------- | --------------- | ---- | ---- | ---- |
| 1996년   | 총선   | 15대 | 국회의원 | 대구 달성군 | 신한국당 | 31,958 표 | \| \| 62.71% \| | 1위  |      | 초선 |
|          | 62.71% |      |          |             |          |           |                 |      |      |      |